# Eugenie Bondurant
Eugenie Bondurant (* 27. April 1961 in New Orleans, Louisiana) ist eine US-amerikanische Schauspielerin, Sängerin, Fotografin und ein Model.

## Leben
Bondurant studierte an der University of Alabama  Auf den Straßen ihrer Heimatstadt wurde sie von einem Modelsucher entdeckt, wodurch ihre Karriere in der Unterhaltungsindustrie startete. Eine kurze Zeit lang modelte sie auf Laufstegen von New York City bis Paris. In Los Angeles erhielt sie dann ihre erste Fernsehrolle als Luna in der 1992 erschienenen Serie Lady Boss. Es folgten weitere Auftritte in verschiedenen Fernsehserien, zu denen Frasier (1993), Something Wilder (1995) und Arli$$ (1996) gehören. Auch spielte sie in etlichen Filmen, wie etwa als Mel Taybach in Dreieck der Sünde (1994), als Natalia in Sorority House Vampires (1998), als Cherry in Patsy (2008) und als Tigris in Die Tribute von Panem – Mockingjay Teil 2 (2015).
Seit 2004 ist sie auch als Schauspieltrainerin tätig und Mitglied des Patel Conservatory. Von 2008 bis 2009 erlangte sie die Meisner Teaching Certification am True Acting Institute. Seit 2005 ist sie an der Seite von Paul Wilborn und Blue Roses in der American Songbook Series als Kabarett-Sängerin aktiv. Zudem war sie eine Gründerin des 2009 ins Leben gerufenen Radio Theater Project. Mit Paul Wilborn ist sie verheiratet.

## Filmografie
- 1992: Lady Boss (Fernsehfilm)
- 1993: Frasier (Fernsehserie, eine Folge)
- 1994: Dreieck der Sünde (Saints and Sinners)
- 1995: Something Wilder (Fernsehserie, eine Folge)
- 1996: Arli$$ (Fernsehserie, eine Folge)
- 1996: Space Truckers
- 1998: Sorority House Vampires
- 1999: Fight Club
- 2004: Donald and Dot Clock Found Dead in Their Home
- 2004: The Brooke Ellison Story (Fernsehfilm)
- 2005: Elvis (Fernsehfilm)
- 2008: Das Jahr, in dem wir uns kennen lernten (The Year of Getting to Know Us)
- 2008: Patsy
- 2015: Die Tribute von Panem – Mockingjay Teil 2 (The Hunger Games: Mockingjay – Part 2)
- 2016: Navy CIS: New Orleans (NCIS: New Orleans, Fernsehserie, eine Folge)
- 2017: Tiny Bacteria (Kurzfilm)
- 2017: The Knock (Kurzfilm)
- 2018: Good Morning St. Pete! (Fernsehfilm)
- 2019: Darlin’
- 2020: Longer (Kurzfilm)
- 2021: Fear of Rain
- 2021: Conjuring 3: Im Bann des Teufels (The Conjuring: The Devil Made Me Do It)
- 2022: Werewolf by Night